# Leucopogon oldfieldii
Leucopogon oldfieldii är en ljungväxtart som beskrevs av George Bentham. Leucopogon oldfieldii ingår i släktet Leucopogon och familjen ljungväxter. Inga underarter finns listade i Catalogue of Life.